# Jenny Strozyk
Jenny Meike Strozyk (* 25. Februar 2000) ist eine deutsche Basketballspielerin.

## Laufbahn
Strozyk erster Basketballverein war der Herner TC. 2013 gewann sie mit dem HTC den deutschen U15- und 2015 den U17-Meistertitel.
2016 wechselte die 1,65 Meter große Aufbauspielerin von Herne zum Osnabrücker SC. Mit dem OSC stand sie 2019 als Zweitligist im Endspiel um den DBBL-Pokal und stieg im selben Jahr in die 1. Bundesliga auf. 2021 wurde sie mit Osnabrück Zweite der deutschen Meisterschaft. Im Februar 2022 kehrte Strozyk, die in Osnabrück Spielführerin wurde, in Folge einer rund dreieinhalbmonatigen Zwangspause wegen eines Bandscheibenvorfalls aufs Spielfeld zurück.
Im Sommer 2023 wechselte sie zu den Astro Ladies Bochum in die 2. Bundesliga. Diese verließ sie nach einem Spieljahr.

### Nationalmannschaft
2016 gewann Strozyk bei der U16-Europameisterschaft die Silbermedaille und wurde 2018 U18-Europameisterin, sie war Spielführerin des deutschen Aufgebots beim Titelgewinn.